# MAS艇 (日本海軍)
| 艦歴               | 艦歴                                        |
| ------------------ | ------------------------------------------- |
| 建造               | 伊・バリエット                              |
| 起工               |                                             |
| 進水               |                                             |
| 竣工               | 1940年？                                    |
| その後             |                                             |
| 除籍               |                                             |
| 要目 (1943年、H-1) |                                             |
| 排水量             | 26トン                                      |
| 全長               | 18.00m                                      |
| 全幅               | 4.50m                                       |
| 吃水               | 0.82m                                       |
| 機関               | イソッタ水冷エンジン920hp2基 2軸、1,840馬力 |
| 速力               | 33.0ノット                                  |
| 航続距離           |                                             |
| 燃料               | ガソリン                                    |
| 乗員               |                                             |
| 兵装               | 20mm機銃2挺 爆雷2個                         |

MAS艇（MASてい）は日本海軍の輸入魚雷艇。イタリア・バリエット(Baglietto)社の製造。後に「一号隼艇」（H-1型）に改装された。

## MAS艇
日本海軍は魚雷艇を建造するに当たり、イタリアからMAS艇1隻を輸入した。MAS艇の導入決定時期は不明だが、おそらくT-0型試作艇の建造決定と同時期の1939年（昭和14年）ごろと思われる。『海軍造船技術概要』ではMAS501型が導入されたとあるが、今村好信は要目の比較などから輸入されたのはMAS451型と推断している。ジェノバでの公試では計画の50ノットに届かなかったが（バリエット社側の公試では50.21ノットを記録）合格とされ箱崎丸で日本に輸送された。横須賀に1940年（昭和15年）8月頃に到着、購入金額は50万円。鋼製でV型2段ステップの船体だった。横須賀沖の試験ではエンジンの調子から速力48.5ノット程度であったが、日本海軍の艦船では最高速度となった。
本艇導入後に建造された一号型魚雷艇は本艇の実験結果を参考に建造された。

### エンジン
本艇の搭載エンジンはイソッタ・フラスキーニ社(en:Isotta-Fraschini)の水冷W型18気筒イソッタ・フラスキーニ アッソ1000エンジン2基を搭載していたが、日本海軍はこれを分解コピーして三菱重工業で生産させた。日本海軍の名称は「71号6型」。川崎にあった丸子機器製作所への設備設置命令は1942年（昭和17年）6月に出されたが実用機の完成は1943年（昭和18年）2月となり同年10月までは月産3〜4台だった。魚雷艇増産の要望から茨城にエンジンの新工場を設立し、1944年（昭和19年）5月頃に生産は軌道に乗ったが、工員の不足や部品、原材料の不足から目標の月産40台には届かず、平均で月産20台だった。このエンジンは航空機用空冷エンジンの2倍のアルミを使用することから1945年（昭和20年）1月に製造が中止された。

## H-1
太平洋戦争中盤以降、ソロモン海域では米軍魚雷艇が活躍し、それを撃破するために砲力を強化した魚雷艇（隼艇）が要求された。1943年（昭和18年）に横須賀に保管されていたMAS艇が改造され「一号隼艇」となった。計画番号はH-1。本艇の最後は不明であるが、同年10月に横須賀港を出港した魚雷艇隊の1隻が本艇であろうと今村好信は推測している。

## H-2
H-1型を参考にH-2型が建造された。『世界の艦船』ではH-1,H-2を纏めて魚雷艇「1号隼」型としている。

## 18m型魚雷追躡艇
魚雷追躡艇は魚雷発射場で用いる雑役船の一種で大正時代より建造されていた。MAS艇のデッドコピーとなる18m型魚雷追躡艇が3隻、横浜ヨット銚子工場で1944年（昭和19年）秋に建造された。MAS艇は船体が頑丈で凌波性もよく、1945年（昭和20年）1月にこの追躡艇を銚子から横須賀へ回航する際も、冬の季節風の中でも問題はなかった。本艇の要目は排水量20t、全長18m、幅4.42m、深さ2.186m、吃水0.755m、ガソリンエンジン2基、出力1,440SHP、速力44ノット、航続力42ノットで170海里、乗員6名。